# Palazzo Pretorio (Empoli)
Palazzo Pretorio è l'antico palazzo del Podestà di Empoli, situato all'angolo sud-est di piazza Farinata degli Uberti, in prossimità della collegiata di Sant'Andrea. Oggi ospita gli uffici di alcuni servizi comunali e un auditorium.

## Storia
Non sono molte le notizie relative alla costruzione del palazzo: è possibile che una prima struttura sorgesse in questa posizione già verso la metà dell'XI secolo, in concomitanza con l'erezione della pieve (poi collegiata di Sant'Andrea), ma le prime evidenze materiali e documentarie risalgono al XIV secolo, quando il controllo di Empoli era ormai passato dai Conti Guidi al Comune di Firenze. Nel XV secolo, la Repubblica fiorentina vi fece insediare i propri rappresentanti, col titolo di Podestà o Vicari, che - come in contesti simili - erano soliti affiggere sulle pareti esterni del palazzo il proprio stemma, scolpito in pietra o plasmato in terracotta, con l'indicazione degli anni in cui furono in carica.
Tale abbondanza di elementi decorativi doveva caratterizzare fortemente l'esterno del palazzo, rendendolo simile ad esempio a quello del Palazzo Pretorio (Certaldo); dalle fonti sappiamo inoltre che sulla facciata era appeso, a guisa di trofeo, anche il cosiddetto "chiavistello del Mangiadori", che pare fosse stato sottratto nel 1397 al palazzo in cui si era rifugiato Benedetto Mangiadori in San Miniato al Tedesco, dopo aver tentato una rivolta contro il dominio fiorentino su quella città. Tanto gli stemmi quanto il chiavistello furono asportati all'inizio dell'Ottocento, durante il dominio napoleonico, in quanto simboli di un passato da cancellare, al pari della colonna del Marzocco che da secoli si stagliava al centro della Piazza.
Una delle maggiori personalità storiche legate a Palazzo Pretorio è senza dubbio Francesco Ferrucci, il quale, per conto della Repubblica fiorentina ristabilitasi dopo la cacciata dei Medici da Firenze nel 1527, fu nominato nel 1528 Commissario di Empoli. Alla vigilia del drammatico Assedio di Firenze da parte delle truppe imperiali, la cittadina toscana era infatti un centro strategico di primissima importanza: il Ferrucci fortificò le sponde dell'Arno per facilitare i rifornimenti di viveri a Firenze; radunò un piccolo ma motivato esercito; decise l'abbassamento delle vecchie torri medievali delle mura di Empoli, ormai del tutto inutili contro la potenza di fuoco dell'artiglieria cinquecentesca.

## Struttura

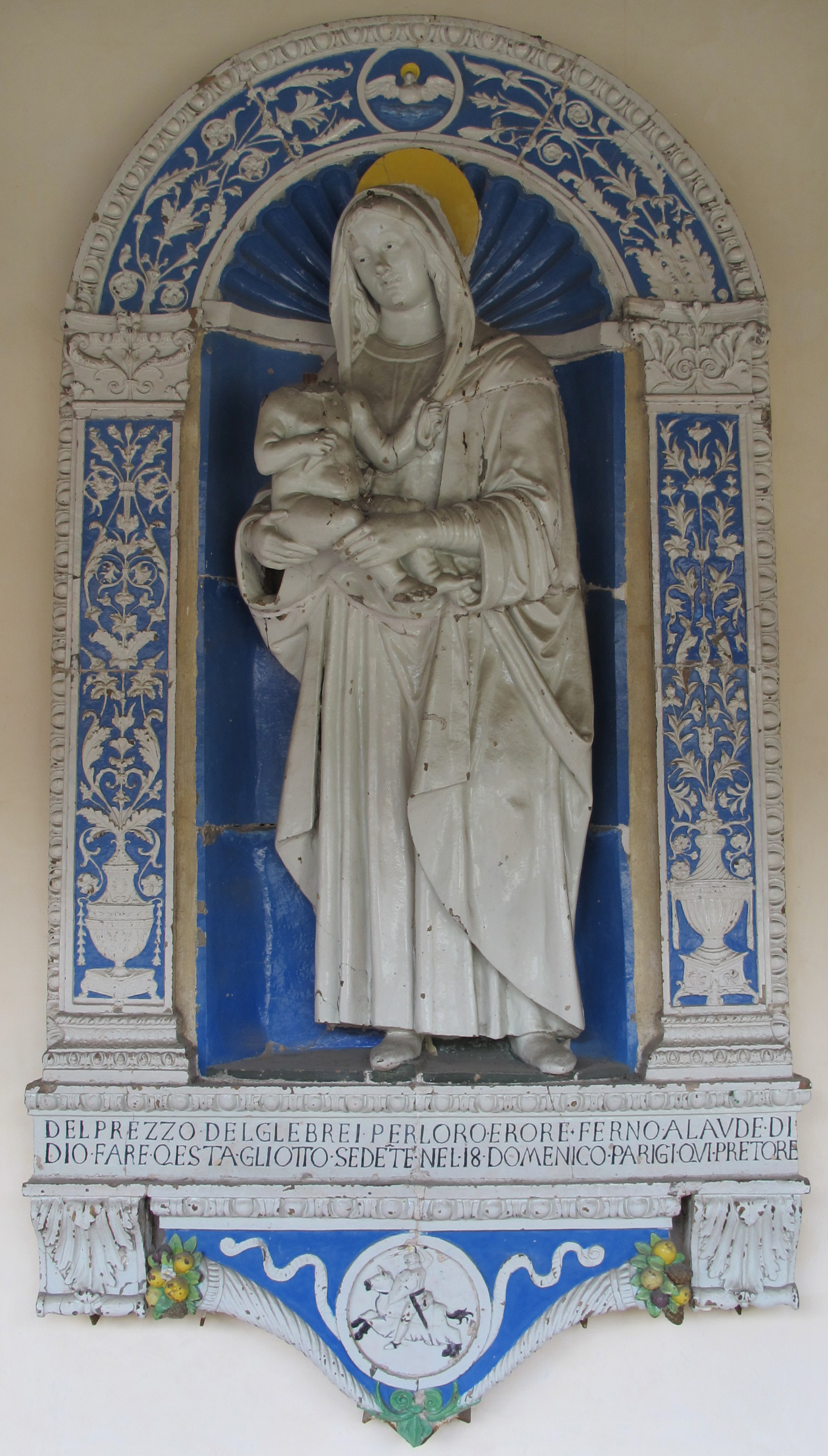
Andrea della robbia, tabernacolo con Madonna degli Ebrei, 1518, Pinacoteca Museo della Collegiata di Sant'Andrea,da Palazzo Pretorio

Nella conformazione medievale il palazzo doveva avere un aspetto all'incirca cubico, piuttosto massiccio, con paramenti murari in pietra, probabilmente strutturato su due piani.
Di quel periodo rimane visibile soltanto una porzione di ghiera d'arco a sesto acuto, in mattoni a faccia vista, decorati con motivi geometrici in laterizio, tipici della produzione lucchese e senese del XIV secolo (Empoli, del resto, non è lontana dal tratto della via Francigena che da Lucca, passando da Fucecchio, scende verso Siena). Questo arco sovrastava un arco ribassato, delimitante l'accesso, che nel 1497 fu dotato di uno splendido portone ligneo, a spese del podestà Cherichino di Matteo Cherichini. Dal portone si accedeva a una vasta sala terrena, adibita alle riunioni dell'amministrazione civile, mentre gli ambienti del piano superiore erano destinati all'abitazione del podestà e dei suoi uomini; in un piano seminterrato erano collocate le prigioni. 
Nel 1518 la facciata del palazzo venne ornata con un tabernacolo in terracotta, ospitante la cosiddetta "Madonna degli Ebrei".Nel 1603 fu stabilito di sopraelevare il palazzo mediante l'aggiunta di un altro piano, rendendo in tal necessaria una uniformazione dei prospetti delle finestre. La porzione muraria in facciata, vicino all'angolo dell'edificio, che si presenta priva di aperture era quella in cui, sino al 1883, era collocato il tabernacolo della "Madonna degli Ebrei", che venne smontato in seguito a una delibera della giunta comunale per esser collocato nella vicina Pinacoteca Museo della Collegiata di Sant'Andrea (alcune foto d'epoca lo ritraggono ancora nella sua posizione originaria).
Da quel momento, la facciata di Palazzo Pretorio appare come sbilanciata a causa dell'ampia porzione rimasta spoglia.
Con in dominio napoleonico fu cambiato l'uso di alcune aree, ad esempio le prigioni furono bonificate e sfruttate come stanze da affittare.

## La Madonna degli Ebrei

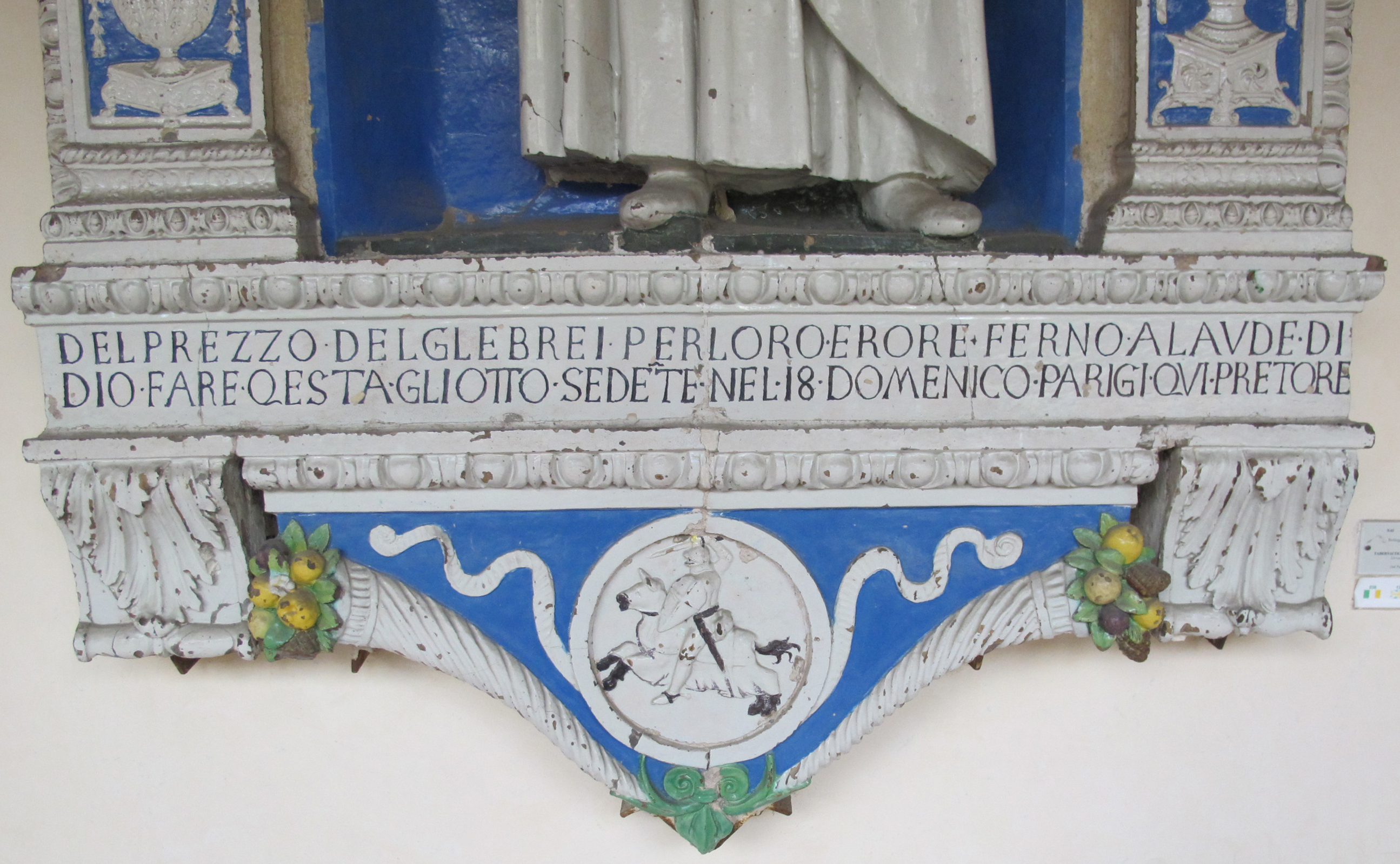
Andrea della robbia, tabernacolo con Madonna degli Ebrei, Pinacoteca Museo della Collegiata di Sant'Andrea, da Palazzo Pretorio

Si tratta di una statua in terracotta invetriata, della bottega di Andrea della Robbia, raffigurante la Madonna col Bambino, inserita in una edicoletta formata da lesene decorate da motivi vegetali, con capitelli e arco a tutto tondo. In basso, in un campo delimitato dai mensoloni e da una coppia di cornucopie, compare lo stemma degli Otto di Balia (un organo con mansioni di polizia della Repubblica fiorentina). Fra questa porzione inferiore e la nicchia che ospita la Madonna vi è un fregio che reca la seguente iscrizione: 
DEL PREZZO DELGL EBREI / PER LORO ERRORE FERNO A LAUDE DI / DIO FARE QUESTA GLI OTTO SEDETTE NEL 18 DOMENICO PARIGI QUI PRETORE.
Le spese dell'opera furono infatti imposte a Zaccaria di Isacco, un banchiere della locale comunità ebraica empolese, come sanzione per aver gettato (forse non intenzionalmente) dell'immondizia sopra il baldacchino della processione del Corpus Domini.
Il pretore Domenico Parigi, allora in carica, si trovò a dover contenere la reazione degli Empolesi, che si erano sentiti offesi da un simile gesto e annunciavano ritorsioni violente contro la comunità ebraica (fatto del resto non infrequente a causa del diffuso antisemitismo del tempo). La sua decisione fu lungimirante: minacciò dure sanzioni a chi avesse fatto del male a persone o beni appartenenti alla comunità ebraica e, frattanto, si consultò con gli Otto di Balia, che suggerirono di far allontanare da Empoli l'accusato, per comminargli poi - come atto di riparazione - una multa di dieci fiorini, con cui finanziare un tabernacolo pubblico raffigurante l'immagine della Madonna. Stilisticamente, l'opera rivela alcune rigidità e soluzioni convenzionali che, nel tempo, avevano indotto la critica a ritenerla un prodotto di una generica bottega fiorentina; ma studi più circostanziati hanno rivelato che il contratto d'allogagione dell'opera - e del suo montaggio sulla facciata di Palazzo Pretorio -  fu stipulato proprio dal Parigi proprio con Andrea della Robbia. La "Madonna degli Ebrei", dunque, è una delle ultime opere certe dell'artista, che morì qualche anno più tardi.